# فهرست فرودگاه‌های به نام افراد
این مقاله شامل  فهرست  فرودگاه‌های به نام افراد است؛ فرودگاه‌هایی که نام آن‌ها برگرفته از اشخاص است.

## فرودگاه‌های فعلی
| فرودگاه                                            | شهر                       | مکان                                 | اپونیم |
| -------------------------------------------------- | ------------------------- | ------------------------------------ | --- |
| فرودگاه بین‌المللی آبراهام گونزالس                  | سیوداد خوارس٬ چیئوائوا    | مکزیک                                | آبراهام گونزالس                                                                                                   |
| فرودگاه کپیتل آبراهام لینکن                        | اسپرینگ‌فیلد               | ایلی‌نوی، ایالات متحده آمریکا         | آبراهام لینکلن |
| فرودگاه بین‌المللی اچماد یانی                       | سمارانگ                   | اندونزی                              | اچماد یانی، انقلابی اهل اندونزی                                                                                   |
| فرودگاه بین‌المللی ادیسوسیپتو                       | یوگیاکارتا                | اندونزی                              | Agustinus Adi Sucipto                                                                                             |
| فرودگاه پالرمو                                     | پالرمو                    | ایتالیا                              | جیووانی فالکونه و پائولو بورسلینو، دو قاضی فعال در زمینهٔ مافیا                                                    |
| فرودگاه آیاتچو – ناپلئون بنوپارت                   | آژاکسیو                   | فرانسه                               | ناپلئون بناپارت                                                                                                   |
| فرودگاه بین‌المللی کاوالا                           | کاوالا                    | یونان                                | اسکندر |
| فرودگاه اسکندر کبیر اسکوپیه                        | اسکوپیه                   | جمهوری مقدونیه                       | اسکندر |
| محله هوایی یورگ نوبری                              | بوئنوس آیرس               | آرژانتین                             | Jorge Newbery |
| فرودگاه بین‌المللی آفونسو پنا                       | کوریتیبا                  | برزیل                                | آفونسو پنا |
| فرودگاه اورکید سنت. پل دا اپوستل                   | اوهرید                    | جمهوری مقدونیه                       | پولس |
| فرودگاه آلفونسو لوپز پوماریو                       | واییدوپار                 | کلمبیا                               | آلفونسو لوپز پوماریو                                                                                              |
| فرودگاه بین‌المللی رودریگز بیون                     | آرکیپا                    | پرو                                  | آلفردو رودریگز بیون                                                                                               |
| فرودگاه بین‌المللی اقبال لاهوری                     | لاهور                     | پاکستان                              | اقبال لاهوری |
| فرودگاه بین‌المللی آمادوو نروو                      | تپیک                      | مکزیک                                | آمادوو نروو |
| فرودگاه پره‌تولا                                    | فلورانس                   | ایتالیا                              | آمریگو وسپوچی |
| فرودگاه آنتونیو نارینیو                            | پاستو (کلمبیا)            | کلمبیا                               | آنتونیو نارینیو                                                                                                   |
| فرودگاه ملی کاستوریا                               | Kastoria                  | یونان                                | ارسطو |
| فرودگاه منطقه‌ای آرنولد پالمر                       | لتروب، پنسیلوانیا         | پنسیلوانیا، ایالات متحده آمریکا      | آرنولد پالمر |
| فرودگاه بین‌المللی آستور پیاتزولا                   | مار دل پلاتا              | آرژانتین                             | آستور پیاتزولا |
| فرودگاه بین‌المللی آتاترک                           | استانبول                  | ترکیه                                | مصطفی کمال آتاترک                                                                                                 |
| فرودگاه بین‌المللی آتن                              | آتن                       | یونان                                | الفتریوس ونیزلوس                                                                                                  |
| فرودگاه آتن                                        | Athens                    | جورجیا، ایالات متحده آمریکا          | Ben T. Epps, Sr. (aviator)                                                                                        |
| فرودگاه بین‌المللی اورل ولایکو                      | بخارست                    | رومانی                               | آئورل ولایکو |
| فرودگاه بین‌المللی آستین                            | آستین، تگزاس              | تگزاس، ایالات متحده آمریکا           | Captain John August Earl Bergstrom                                                                                |
| فرودگاه بین‌المللی استن استراوبل                    | Ashwaubenon               | ویسکانسین، ایالات متحده آمریکا       | Lt. Col. Austin Straubel                                                                                          |
| فرودگاه بین‌المللی ثرگود مارشال بالتیمور واشینگتن   | Anne Arundel County       | مریلند، ایالات متحده آمریکا          | تورگود مارشال |
| فرودگاه بین‌المللی رفیق حریری بیروت                 | بیروت                     | لبنان                                | رفیق حریری |
| فرودگاه بلگراد نیکولا تسلا                         | بلگراد                    | صربستان                              | نیکولا تسلا |
| فرودگاه بین‌المللی بن گوریون                        | تل‌آویو                    | اسرائیل                              | داوید بن گوریون                                                                                                   |
| فرودگاه بین‌المللی بینظیر بوتو                      | راولپندی                  | پاکستان                              | بی‌نظیر بوتو |
| فرودگاه بین‌المللی مکزیکو سیتی                      | مکزیکو سیتی               | مکزیک                                | بنیتو خوارس |
| فرودگاه برت مونی                                   | Butte                     | ایالت مونتانا، ایالات متحده آمریکا   | برت مونی |
| فرودگاه بیجو پاتنایک                               | بوبانسور                  | هند                                  | بیجو پاتنایک |
| فرودگاه بین‌المللی بیلینگز لوگان                    | بیلینگز                   | ایالت مونتانا، ایالات متحده آمریکا   | Dick Logan (airport manager)                                                                                      |
| فرودگاه شهری بیلی بیشاپ تورنتو                     | تورنتو                    | انتاریو، کانادا                      | بیلی بیشاپ |
| فرودگاه باب هوپ                                    | بربنک، کالیفرنیا          | کالیفرنیا، ایالات متحده آمریکا       | باب هپ |
| فرودگاه باب سایکس                                  | کرست‌ویو، فلوریدا          | فلوریدا، ایالات متحده آمریکا         | Robert L. F. Sikes                                                                                                |
| فرودگاه صحرایی بویینگ                              | سیاتل                     | ایالت واشینگتن، ایالات متحده آمریکا  | ویلیام بوئینگ |
| فرودگاه بلوونی گوگلیلمو مارکونی                    | بولونیا                   | ایتالیا                              | گولیلمو مارکونی                                                                                                   |
| فرودگاه صحرایی بوومن                               | لوییویل                   | کنتاکی، ایالات متحده آمریکا          | Abram H. Bowman (airport founder)                                                                                 |
| فرودگاه بین‌المللی بردلی                            | Windsor Locks             | کنتیکت، ایالات متحده آمریکا          | Lt. Eugene M. Bradley                                                                                             |
| فرودگاه منطقه‌ای براکویل-تاوزند آیلندز در تاکابری   | براکویل                   | انتاریو، کانادا                      | George Tackaberry the owner of the company that re-surfaced and extended the runway                               |
| فرودگاه بین‌المللی بوداپست فرنک لیست                | بوداپست                   | مجارستان                             | فرانتز لیست |
| فرودگاه ایگناسی یان پادرفسکی بیدگوشچ               | بیدگوشچ                   | لهستان                               | ایگناتسی یان پادرفسکی                                                                                             |
| فرودگاه بین‌المللی کمیلو دازا                       | کوکوتا                    | کلمبیا                               | Camilo Daza |
| فرودگاه کپتن روگلیو کاستیلیو نشنل                  | سلایا                     | مکزیک                                | Captain Rogelio Castillo                                                                                          |
| فرودگاه بین‌المللی پرزیدانت کارلوس ایبانیز دل کامپو | Punta Arenas              | شیلی                                 | Carlos Ibáñez del Campo                                                                                           |
| Cesar Lim Rodriguez Airport                        | Taytay                    | فیلیپین                              | Cesar Lim Rodriguez, a former judge                                                                               |
| فرودگاه شهری چان گرنی                              | ینکتون، داکوتای جنوبی     | داکوتای جنوبی، ایالات متحده آمریکا   | جان چندلر گرنی |
| فرودگاه چارلز ب. ویلر داونتاوون                    | کانزاس‌سیتی                | میزوری، ایالات متحده آمریکا          | Charles Wheeler                                                                                                   |
| فرودگاه پاری-شارل-دو-گل                            | پاریس                     | فرانسه                               | شارل دو گل |
| فرودگاه بین‌المللی شارلوت داگلاس                    | شارلوت                    | کارولینای شمالی، ایالات متحده آمریکا | Ben Elbert Douglas, Sr.                                                                                           |
| فرودگاه شتورو-سنتر "مارسل داساولت"                 | شاتورو                    | فرانسه                               | مارسل داسو |
| فرودگاه بین‌المللی چدی جیگن                         | جورج‌تاون                  | گویان                                | چدی جاگان |
| فرودگاه بین‌المللی شنلت                             | Lake Charles              | لوئیزیانا، ایالات متحده آمریکا       | Maj. Gen. Claire Lee Chennault                                                                                    |
| فرودگاه بین‌المللی چاتراپاتی شیواجی                 | بمبئی                     | هند                                  | شیواجی |
| فرودگاه بین‌المللی بویانت-اوخا                      | اولان‌باتور                | مغولستان                             | چنگیزخان |
| فرودگاه بین‌المللی کلیولند هاپکینز                  | کلیولند                   | اوهایو، ایالات متحده آمریکا          | William R. Hopkins                                                                                                |
| فرودگاه وروتسواف کوپرنیکوس                         | وروتسواف                  | لهستان                               | نیکلاس کوپرنیک |
| فرودگاه بین‌المللی کورفو                            | کورفو                     | یونان                                | ایوانیس کاپودیستریاس                                                                                              |
| فرودگاه بین‌المللی کورونل فلیپ وارلا                | ایالت کاتامارکا           | آرژانتین                             | Coronel Felipe Varela                                                                                             |
| فرودگاه بین‌المللی لئوپولد سدار سنگور               | داکار                     | سنگال                                | لئوپولد سدار سنگور                                                                                                |
| فرودگاه دالاس لاو                                  | دالاس                     | تگزاس، ایالات متحده آمریکا           | First Lieutenant Moss Lee Love                                                                                    |
| فرودگاه بین‌المللی دنیل اودوبر کیروش                | Liberia                   | Guanacaste، کاستاریکا                | Daniel Oduber Quirós                                                                                              |
| فرودگاه دنیل ز. روموالدز                           | تاکلوبان                  | فیلیپین                              | Daniel Z. Romualdez                                                                                               |
| فرودگاه ال‌تی. کول دبلیو. جی. بارکر وی‌سی            | Dauphin                   | مانیتوبا، کانادا                     | William George Barker                                                                                             |
| فرودگاه دیوی اهیلیابای هولکار                      | ایندور                    | هند                                  | Ahilyabai Holkar                                                                                                  |
| فرودگاه بین‌المللی دن میگوئل هیدالگو وای کوستیا     | گوادالاخارا، خالیسکو      | مکزیک                                | میگل ایدالگو ی کوستییا                                                                                            |
| فرودگاه بین‌المللی دکتر باباساهب آمبدکار            | ناگپور                    | هند                                  | بهیمراو رامجی آمبدکار                                                                                             |
| فرودگاه شهری اتونیا                                | Eatonia                   | ساسکاچوان، کانادا                    | Elvie Smith, former Chairman and CEO of Pratt & Whitney Canada                                                    |
| فرودگاه ادمنتن سیتی اسنتر                          | ادمونتون                  | آلبرتا، کانادا                       | Kenneth Alexander Blatchford                                                                                      |
| فرودگاه بین‌المللی ادواردو گومز                     | مانائوس                   | برزیل                                | Eduardo Gomes |
| فرودگاه ال تاری                                    | کوپانگ                    | اندونزی                              | El Tari, 2nd فرماندار of سوندای شرقی                                                                              |
| فرودگاه صحرایی اپلی                                | اوماها                    | نبراسکا، ایالات متحده آمریکا         | Eugene C. Eppley                                                                                                  |
| Eugenio María de Hostos Airport                    | Mayagüez                  | پورتوریکو                            | Eugenio María de Hostos                                                                                           |
| فرودگاه فاتماواتی سوکارنو                          | بنگکولو                   | اندونزی                              | Fatmawati Soekarno, wife of 1st Indonesian president احمد سوکارنو                                                 |
| فرودگاه فدریکو فلینی                               | ریمینی                    | ایتالیا                              | فدریکو فلینی |
| فرودگاه فرناندو لوییس ریباس دومینیسی               | سان خوآن                  | پورتوریکو                            | Major Fernando L. Ribas-Dominicci                                                                                 |
| فرودگاه ملی کوزانی                                 | کوزانی                    | یونان                                | فیلیپ مقدونی |
| فرودگاه صحرایی فوربز                               | توپیکا                    | کانزاس، ایالات متحده آمریکا          | Daniel Forbes |
| فرودگاه فرانسیس اس. گبرسکی                         | Westhampton Beach         | نیویورک، ایالات متحده آمریکا         | Francis S. Gabreski (Gabby)                                                                                       |
| فرودگاه فرانسیسکو بی. ریز                          | Coron                     | فیلیپین                              | Francisco B. Reyes, former mayor of Coron (1936-1939) and owner of land on which the airport is situated          |
| فرودگاه بین‌المللی فرانسیسکو بنگویی                 | داوائو سیتی               | فیلیپین                              | فرودگاه بین‌المللی فرانسیسکو بنگویی, the builder                                                                   |
| فرودگاه فرنسیسکو جسا کارنئیرو                      | پورتو                     | پرتغال                               | Francisco Sá Carneiro, former Portuguese Prime Minister, killed on an aeroplane heading to Porto                  |
| فرودگاه مونیخ                                      | مونیخ                     | آلمان                                | فرانتس یوزف اشتراوس                                                                                               |
| فرودگاه بین‌المللی ریو دوژانیرو گالیائو             | ریو د ژانیرو              | برزیل                                | آنتونیو کارلوس ژوبیم                                                                                              |
| فرودگاه گالیله                                     | پیزا                      | ایتالیا                              | گالیلئو گالیله |
| فرودگاه گدایسک لخ والسا                            | گدانسک                    | لهستان                               | لخ والسا |
| فرودگاه بین‌المللی تیخوانا، باخا کالیفرنیا          | تیخوانا                   | مکزیک                                | Abelardo L. Rodríguez                                                                                             |
| فرودگاه ژنرال برناردو اوهاینز                      | چیلان، بیو بیو            | شیلی                                 | برناردو اوخیگینس                                                                                                  |
| فرودگاه بین‌المللی ژنرال فرنسیسکو خاویر مینا        | تامپیکو                   | مکزیک                                | Francisco Javier Mina                                                                                             |
| فرودگاه بین‌المللی ژنرال گوادالوپ ویکتوریا          | دورانگو، دورانگو          | مکزیک                                | Guadalupe Victoria                                                                                                |
| فرودگاه بین‌المللی ژنرال هریبرتو یارا               | وراکروز، وراکروز          | مکزیک                                | Heriberto Jara Corona                                                                                             |
| فرودگاه بین‌المللی ژنرال خوزه ماریا یانز            | گوایماس                   | مکزیک                                | José María Yáñez                                                                                                  |
| فرودگاه بین‌المللی ژنرال خوان آلوارز                | آکاپولکو٬ گوئررو          | مکزیک                                | Juan Álvarez |
| فرودگاه بین‌المللی ژنرال لوسیو بلانکو               | رینوسا تامائولیپاس        | مکزیک                                | Lucio Blanco |
| فرودگاه بین‌المللی ژنرال ماریانو اسکبیدو            | آپوداکا                   | مکزیک                                | Mariano Escobedo                                                                                                  |
| فرودگاه ژنرال ماریانو ماتامورس                     | کورناواک                  | مکزیک                                | Mariano Matamoros                                                                                                 |
| فرودگاه بین‌المللی ژنرال میچل                       | میلواکی، ویسکانسین        | ویسکانسین، ایالات متحده آمریکا       | Billy Mitchell |
| فرودگاه ژنرال خوزده خوزه دی اورکیزا                | پارانا (آرژانتین)         | آرژانتین                             | Justo José de Urquiza                                                                                             |
| فرودگاه بین‌المللی ژنرال رودلفو سانچز تابوادا       | مخیکالی٬ باخا کالیفرنیا   | مکزیک                                | General Rodolfo Sánchez Taboada                                                                                   |
| پایگاه هوایی جنرالیزمو فرانسیسکو د میراندا         | کاراکاس                   | ونزوئلا                              | Francisco de Miranda                                                                                              |
| فرودگاه کریستف کلمب جنوا                           | جنوا                      | ایتالیا                              | کریستف کلمب |
| فرودگاه شهری جورج بست بلفاست                       | بلفاست                    | ایرلند شمالی                         | جورج بست |
| فرودگاه بین‌المللی جرج بوش                          | هیوستون                   | تگزاس، ایالات متحده آمریکا           | جورج هربرت واکر بوش                                                                                               |
| فرودگاه بین‌المللی جرالد فورد                       | گرند رپیدز، میشیگان       | میشیگان، ایالات متحده آمریکا         | جرالد فورد |
| فرودگاه پارما                                      | پارما                     | ایتالیا                              | جوزپه وردی |
| فرودگاه گدفریدو پی راموس                           | Malay                     | فیلیپین                              | Godofredo P. Ramos, author of the bill which created the province of آکلان                                        |
| فرودگاه بین‌المللی گرانتلی ادمز                     | بریج‌تاون                  | باربادوس                             | Grantley Herbert Adams                                                                                            |
| فرودگاه گویی‌لرمو لیون والنسیا                      | پوپایان                   | کلمبیا                               | Guillermo León Valencia                                                                                           |
| فرودگاه بین‌المللی گوستاو روجاس پینیلا              | San Andrés                | کلمبیا                               | Gustavo Rojas Pinilla                                                                                             |
| فرودگاه بین‌المللی هلفکس استانفیلد                  | جاکارتا                   | اندونزی                              | Halim Perdanakusuma، national hero of اندونزی                                                                     |
| فرودگاه پیتسبورگ، مونروویل                         | Monroeville               | پنسیلوانیا، ایالات متحده آمریکا      | Harold W. Brown                                                                                                   |
| فرودگاه بین‌المللی هارتسفیلد-جکسون آتلانتا          | آتلانتا                   | جورجیا، ایالات متحده آمریکا          | William B. Hartsfield and Maynard Jackson                                                                         |
| فرودگاه هرست                                       | Hearst                    | انتاریو، کانادا                      | René Fontaine |
| فرودگاه بین‌المللی هکتور                            | فارگو                     | داکوتای شمالی، ایالات متحده آمریکا   | Martin Hector (landowner)                                                                                         |
| فرودگاه بین‌المللی هنری کواندا                      | بخارست                    | رومانی                               | آنری کواندا |
| فرودگاه بین‌المللی هراکلین                          | هراکلیون                  | یونان                                | نیکوس کازانتزاکیس                                                                                                 |
| فرودگاه بین‌المللی حیدر علی‌اف                       | باکو                      | جمهوری آذربایجان                     | حیدر علی‌اف |
| فرودگاه هریس ویلیامز                               | چپل هیل، کارولینای شمالی  | کارولینای شمالی، ایالات متحده آمریکا | Prof. Horace Williams (former Chair of Mental and Moral Science (Philosophy) at the University of North Carolina) |
| فرودگاه هواری بومدین                               | الجزیره                   | الجزایر                              | هواری بومدین |
| فرودگاه ابن بطوطه طنجه                             | طنجه                      | مراکش                                | ابن بطوطه |
| فرودگاه ایملدا آر. مارکوس                          | Mati                      | فیلیپین                              | ایملدا مارکوس |
| فرودگاه شهرستان ایندیانا-جیمی استوارت              | Indiana                   | پنسیلوانیا، ایالات متحده آمریکا      | جیمز استوارت |
| فرودگاه بین‌المللی ایندیرا گاندی                    | دهلی                      | هند                                  | ایندیرا گاندی |
| فرودگاه اینوویک مایک زوبکو                         | Inuvik                    | نواحی شمال غرب، کانادا               | Mike Zubko, co-founder of the Northern Air Transport Association and owner of Aklavik Flying Services             |
| فرودگاه جک ادواردز                                 | گالف شورز، آلاباما        | آلاباما، ایالات متحده آمریکا         | Jack Edwards |
| فرودگاه بین‌المللی جکسن-اورز                        | جکسون، میسیسیپی           | ایالت میسیسیپی، ایالات متحده آمریکا  | Medgar Evers |
| فرودگاه منطقه‌ای جکلین کاکرن                        | Thermal                   | کالیفرنیا، ایالات متحده آمریکا       | ژاکلین کاکرن |
| فرودگاه بین‌المللی دیتون                            | دیتون                     | اوهایو، ایالات متحده آمریکا          | جیمز میدلتون کاکس                                                                                                 |
| فرودگاه ژان پائولو دوم                             | پونتا دلگادا              | پرتغال                               | ژان پل دوم |
| فرودگاه یادبود جسی ویرتل                           | Boonville                 | میزوری، ایالات متحده آمریکا          | Jesse P, Viertel                                                                                                  |
| فرودگاه جیجل فرهات عباس                            | جیجل، الجزایر             | الجزایر                              | فرحات عباس |
| فرودگاه بین‌المللی جناح                             | کراچی                     | پاکستان                              | محمدعلی جناح |
| فرودگاه بین‌المللی یوهان ادالف پنگل                 | پاراماریبو                | سورینام                              | Johan Adolf Pengel, Suriname's Prime Minister from 1963 until 1969                                                |
| فرودگاه بین‌المللی جان سی. منرو همیلتن              | همیلتون (انتاریو)         | انتاریو، کانادا                      | John Munro |
| فرودگاه بین‌المللی جان اف کندی                      | نیویورک                   | نیویورک، ایالات متحده آمریکا         | جان اف. کندی |
| فرودگاه بین‌المللی ال آلتو                          | لاپاز                     | بولیوی                               | جان اف. کندی |
| فرودگاه شعله جاودانی جان اف کندی                   | آشلند، ویسکانسین          | ویسکانسین، ایالات متحده آمریکا       | جان اف. کندی |
| فرودگاه جان مرثا شهرستان جانستن-کامبریا            | جونزتاوون، پنسیلوانیا     | پنسیلوانیا، ایالات متحده آمریکا      | John Murtha |
| فرودگاه بین‌المللی جان پل دوم کراکوف-بالیس          | کراکوف                    | لهستان                               | ژان پل دوم |
| فرودگاه جان وین                                    | سانتا آنا، کالیفرنیا      | کالیفرنیا، ایالات متحده آمریکا       | جان وین |
| فرودگاه بین‌المللی جومو کنیاتا                      | نایروبی                   | کنیا                                 | جومو کنیاتا |
| فرودگاه بین‌المللی خورخه چاوز                       | لیما                      | پرو                                  | Jorge Chávez |
| فرودگاه بین‌المللی خورخه ویلسترمان                  | کوچابامبا                 | بولیوی                               | Jorge Wilstermann                                                                                                 |
| فرودگاه بین‌المللی خوزه خواکین د اولمدو             | گوایاکیول                 | اکوادور                              | José Joaquín de Olmedo                                                                                            |
| فرودگاه بین‌المللی خوزه مارتی                       | هاوانا                    | کوبا                                 | خوزه مارتی |
| فرودگاه بین‌المللی خوآن مانوئل گالوس                | Roatán                    | هندوراس                              | Juan Manuel Gálvez                                                                                                |
| فرودگاه بین‌المللی خوآن سانتاماریا                  | سان خوزه (کاستاریکا)      | کاستاریکا                            | Juan Santamaría                                                                                                   |
| فرودگاه بین‌المللی خوانا ازوردوی دا پادیلا          | سوکره                     | بولیوی                               | Juana Azurduy de Padilla                                                                                          |
| فرودگاه بین‌المللی یواندا                           | سورابایا                  | اندونزی                              | Djuanda Kartawidjaja                                                                                              |
| فرودگاه بین‌المللی ژولیوس نیرر                      | دارالسلام (تانزانیا)      | تانزانیا                             | ژولیوس نایرره |
| فرودگاه نورفولک منطقه‌ای                            | نورفوک، نبراسکا           | نبراسکا، ایالات متحده آمریکا         | Karl Stefan |
| فرودگاه شهری پالاتکا                               | پالاتکا، فلوریدا          | فلوریدا، ایالات متحده آمریکا         | Jasper Kennedy "Kay" Larkin                                                                                       |
| فرودگاه بین‌المللی ملک عبدالعزیز                    | جده                       | عربستان سعودی                        | ملک عبدالعزیز |
| فرودگاه بین‌المللی ملک فهد                          | دمام                      | عربستان سعودی                        | فهد بن عبدالعزیز                                                                                                  |
| فرودگاه بین‌المللی ملک خالد                         | ریاض                      | عربستان سعودی                        | خالد بن عبدالعزیز                                                                                                 |
| فرودگاه بین‌المللی کینگ شاکا                        | دوربان                    | آفریقای جنوبی                        | شاکا |
| فرودگاه کینگستون نورمن روجر                        | Kingston                  | انتاریو، کانادا                      | Norman McLeod Rogers                                                                                              |
| فرودگاه کلن بن                                     | کلن/بن                    | آلمان                                | کنراد آدناور |
| فرودگاه بین‌المللی جزیره کوس                        | کوس                       | یونان                                | بقراط |
| فرودگاه بین‌المللی کوتوکا                           | آکرا                      | غنا                                  | Col. Emmanuel Kwasi Kotoka                                                                                        |
| فرودگاه لاگواردیا                                  | نیویورک                   | نیویورک، ایالات متحده آمریکا         | Fiorello H. La Guardia                                                                                            |
| فرودگاه بین‌المللی لامبرت-ست لوی                    | سنت لوئیس                 | میزوری، ایالات متحده آمریکا          | Albert Bond Lambert                                                                                               |
| فرودگاه لاورنس جی تیمرمان                          | میلواکی، ویسکانسین        | ویسکانسین، ایالات متحده آمریکا       | Lawrence J. Timmerman (county supervisor)                                                                         |
| فرودگاه لنارت مری تالین                            | تالین                     | استونی                               | Lennart Georg Meri، رئیس‌جمهور استونی                                                                              |
| فرودگاه لئوناردو دا وینچی-فیومیچینو                | رم                        | ایتالیا                              | لئوناردو دا وینچی                                                                                                 |
| فرودگاه بین‌المللی لیبرویله                         | لیبرویل                   | گابن                                 | لئون امبا |
| فرودگاه بین‌المللی ال آی سی. آدولفو لوپز ماتئوس     | تولوکا                    | مکزیک                                | Adolfo López Mateos                                                                                               |
| فرودگاه بین‌المللی ال آی سی. گوستاو دیاز اورداز     | پورتو بایارتا، خالیسکو    | مکزیک                                | Gustavo Díaz Ordaz                                                                                                |
| فرودگاه ال آی سی. میگوئل دلا مادرید                | کولیما، کولیما            | مکزیک                                | میگوئل د لا مادرید                                                                                                |
| فرودگاه جان لنون لیورپول                           | لیورپول                   | انگلستان                             | جان لنون |
| فرودگاه ال جوبجانا خوزه پوکنیک                     | لیوبلیانا                 | اسلوونی                              | Jože Pučnik |
| فرودگاه لودز لوبلینک                               | ووج                       | لهستان                               | ولادیسلاو ریمونت                                                                                                  |
| فرودگاه بین‌المللی لوگان                            | بوستون                    | ماساچوست، ایالات متحده آمریکا        | Edward Lawrence Logan                                                                                             |
| فرودگاه بین‌المللی لوکپریرا گوپیناز بوردولوئی       | گواتی                     | آسام، هند                            | Gopinath Bordoloi                                                                                                 |
| فرودگاه لانگ آیلند مک‌آرتور                         | Islip                     | نیویورک، ایالات متحده آمریکا         | داگلاس مک‌آرتور |
| فرودگاه بین‌المللی لوئیز آرمسترانگ نیو اورلنان      | نیواورلئان                | لوئیزیانا، ایالات متحده آمریکا       | لویی آرمسترانگ |
| فرودگاه بین‌المللی لوبوک پرستون اسمیت               | لاباک، تگزاس              | تگزاس، ایالات متحده آمریکا           | Preston E. Smith                                                                                                  |
| فرودگاه بین‌المللی لوئیز مونز مارین                 | سان خوآن                  | پورتوریکو                            | Luis Muñoz Marín                                                                                                  |
| فرودگاه بین‌المللی مونگیو الحاج عمر بنگو اوندیمبا   | فرانسویل                  | گابن                                 | عمر بونگو |
| فرودگاه بین‌المللی مناس                             | بیشکک                     | قرقیزستان                            | مناس, a Kyrgyz epic hero                                                                                          |
| فرودگاه بین‌المللی ماریسکال سوکره                   | کیتو                      | اکوادور                              | انتونیو خوزه دو سوکره                                                                                             |
| فرودگاه مارتن استیت                                | اسیکس، مریلند             | مریلند، ایالات متحده آمریکا          | گلن ال. مارتین |
| فرودگاه بین‌المللی مارتنیک ایمی کیسایر              | مارتینیک                  | French West Indies                   | امه سزر |
| فرودگاه بین‌المللی مک‌کاران                          | Paradise                  | نوادا، ایالات متحده آمریکا           | پت مک‌کارن |
| فرودگاه مک‌کلیلان-پالومار                           | کارلس بد، کالیفرنیا       | کالیفرنیا، ایالات متحده آمریکا       | Gerald McClellan (aviator)                                                                                        |
| فرودگاه مک‌گی تایسن                                 | ناکسویل                   | تنسی، ایالات متحده آمریکا            | McGhee Tyson (aviator)                                                                                            |
| فرودگاه صحرایی مریل                                | انکوریج                   | آلاسکا                               | Russel Merrill |
| فرودگاه‌ام. آر. استفانیک                            | براتیسلاوا                | اسلواکی                              | Milan Rastislav Štefánik                                                                                          |
| فرودگاه بین‌المللی مینیسترو پیستارینی               | بوئنوس آیرس               | آرژانتین                             | Juan Pistarini |
| فرودگاه بین‌المللی میهایل کوگیالنیچونو              | کونستانس                  | رومانی                               | Mihail Kogălniceanu                                                                                               |
| فرودگاه بین‌المللی محمد بوضیاف                      | Constantine               | الجزایر                              | محمد بوضیاف |
| فرودگاه بین‌المللی محمد پنجم                        | کازابلانکا                | مراکش                                | Mohammed V of Morocco                                                                                             |
| فرودگاه صحرایی مانتگامری                           | سن دیگو                   | کالیفرنیا، ایالات متحده آمریکا       | John Joseph Montgomery                                                                                            |
| فرودگاه بین‌المللی مونترآل-پییر الیوت ترودو         | مونترآل                   | استان کبک، کانادا                    | پیر ترودو |
| سی‌اف‌بی موس جو                                      | موس جاو                   | ساسکاچوان، کانادا                    | Air Vice-Marshal C.M. McEwen, commander of No. 6 Group RCAF                                                       |
| فرودگاه بین‌المللی مرتلا محمد                       | لاگوس                     | نیجریه                               | Murtala Mohammed                                                                                                  |
| فرودگاه ناپل                                       | ناپل                      | ایتالیا                              | Ugo Niutta |
| فرودگاه بین‌المللی نتاجی سوباش چاندرا بوز           | کلکته                     | هند                                  | سبهاش چندر بوس |
| فرودگاه بین‌المللی انگوراه رای                      | دنپاسار                   | اندونزی                              | I Gusti Ngurah Rai, Indonesian National hero from بالی                                                            |
| فرودگاه بین‌المللی نینوی آکوئینو                    | مانیل                     | فیلیپین                              | بنینو آکینو |
| فرودگاه کنستانتین بزرگ در نیش                      | نیش                       | صربستان                              | کنستانتین یکم |
| فرودگاه بین‌المللی نورمن مانلی                      | کینگستون                  | جامائیکا                             | Norman Washington Manley                                                                                          |
| فرودگاه بین‌المللی سان خوزه                         | سان‌خوزه٬ کالیفرنیا        | کالیفرنیا، ایالات متحده آمریکا       | Norman Y. Mineta                                                                                                  |
| فرودگاه نورث بتلفورد (کامرون مکینتاش)              | North Battleford          | ساسکاچوان، کانادا                    | Cameron McIntosh, owner and editor of the North Battleford News                                                   |
| فرودگاه نورث بی/جک گارلند                          | North Bay                 | انتاریو، کانادا                      | Jack Garland |
| فرودگاه بین‌المللی اوهیر شیکاگو                     | شیکاگو                    | ایلی‌نوی، ایالات متحده آمریکا         | ادوارد اوهر |
| فرودگاه انریکه اولایا هررا                         | مدلین                     | کلمبیا                               | Enrique Olaya Herrera                                                                                             |
| فرودگاه بین‌المللی اولیور تامبو                     | ژوهانسبورگ                | آفریقای جنوبی                        | Oliver Tambo |
| فرودگاه لئوس جانسیک استراوا                        | استراوا                   | جمهوری چک                            | لئوش یاناچک |
| فرودگاه بین‌المللی مک‌دونالد-کارتیر اتاوا            | اتاوا                     | انتاریو، کانادا                      | جان ای. مک‌دانلد and George-Étienne Cartier                                                                        |
| فرودگاه محلی اوون ساوند بیلی بیشاپ                 | اوون ساوند                | انتاریو، کانادا                      | Billy Bishop |
| فرودگاه پاننگبورن مموریال                          | وناتچی، واشینگتن          | ایالت واشینگتن، ایالات متحده آمریکا  | کلاید ادوارد پنگبورن                                                                                              |
| فرودگاه پتیمورا                                    | آمبون                     | اندونزی                              | Pattimura a.k.a. Thomas Matulessy                                                                                 |
| فرودگاه بین‌المللی فیلیپس اس. دبلیو. گلدسان         | بلیز سیتی                 | بلیز                                 | Phillip Goldson                                                                                                   |
| فرودگاه بین‌المللی پورتسموث ات پیس                  | ریموند، نیوهمپشایر        | نیوهمپشایر، ایالات متحده آمریکا      | Harl Pease, Jr.                                                                                                   |
| فرودگاه پوزنان-لاویکا                              | پوزنان                    | لهستان                               | هنریک وینیاوسکی                                                                                                   |
| فرودگاه بین‌المللی برازیلیا                         | برازیلیا                  | برزیل                                | جوسیلینو کوبیتشیک                                                                                                 |
| فرودگاه بین‌المللی پرینسس جولیانا                   | سینت مارتن                | آنتیل هلند                           | یویلیانا |
| فرودگاه بین‌المللی ژان لوساژ شهر کبک                | کبک                       | استان کبک، کانادا                    | Jean Lesage |
| فرودگاه بین‌المللی کویین آلیا                       | امان                      | اردن                                 | علیا الحسین |
| فرودگاه بین‌المللی کویین بیاتریکس                   | Oranjestad                | آروبا                                | بئاتریکس هلند |
| فرودگاه رافائل هرناندز                             | Aguadilla                 | پورتوریکو                            | Rafael Hernández Marín                                                                                            |
| فرودگاه بین‌المللی رافائل ناندز                     | کارتاگنا                  | کلمبیا                               | Rafael Núñez |
| فرودگاه بین‌المللی راجیو گاندی                      | حیدرآباد (هند)            | هند                                  | راجیو گاندی |
| فرودگاه تنریف جنوبی                                | تنریف                     | جزایر قناری                          | ملکه سوفیای اسپانیا                                                                                               |
| فرودگاه بین‌المللی رود                              | رودس                      | یونان                                | Diagoras of Rhodes                                                                                                |
| فرودگاه بین‌المللی ریک هازبند آماریلو               | آماریلو، تگزاس            | تگزاس، ایالات متحده آمریکا           | ریک هاسبند |
| فرودگاه رابرت جی. میلر                             | وودبین، نیوجرسی           | نیوجرسی، ایالات متحده آمریکا         | Robert J. Miller                                                                                                  |
| فرودگاه دونکاستر شفیلد رابین هود                   | دونکستر                   | دونکستر، بریتانیا                    | رابین‌هود |
| فرودگاه رولاند گرو                                 | سن-دونی، رئونیون          | رئونیون، فرانسه                      | Roland Garros |
| فرودگاه ملی رونالد ریگان واشنگتن                   | شهرستان آرلینگتون         | ویرجینیا، ایالات متحده آمریکا        | رونالد ریگان |
| فرودگاه رسکرنس مموریال                             | سنت جوزف، میزوری          | میزوری، ایالات متحده آمریکا          | Sgt. Guy Wallace Rosecrans                                                                                        |
| فرودگاه لیون-سینت اگزوپری                          | لیون                      | فرانسه                               | آنتوان دو سنت‌اگزوپری                                                                                              |
| فرودگاه بین‌المللی صبیحه گوکچن                      | استانبول                  | ترکیه                                | صبیحه گوکچن |
| فرودگاه بین‌المللی سام رتولنگی                      | مانادو                    | اندونزی                              | Sam Ratulangi, 1st فرماندار of سولاوسی, Indonesian national hero                                                  |
| فرودگاه بین‌المللی پروگیا                           | پروجا                     | ایتالیا                              | Saint Giles |
| فرودگاه بین‌المللی سنگستر                           | مونتگوبی                  | جامائیکا                             | Donald Sangster                                                                                                   |
| فرودگاه سانتوس دومنت                               | ریو د ژانیرو              | برزیل                                | البرتو سانتوس |
| فرودگاه بین‌المللی سردار ولابهبهی پتل               | احمدآباد (هندوستان)       | هند                                  | والابای پاتل |
| فرودگاه سرنیا کریس هدفیلد                          | سارنیا                    | انتاریو، کانادا                      | کریس هدفیلد |
| فرودگاه بین‌المللی ساسکاتون جان گ. دیفنبکر          | ساسکاتون                  | ساسکاچوان، کانادا                    | جان دیفن‌بیکر |
| فرودگاه بین‌المللی ساویر                            | Marquette                 | میشیگان، ایالات متحده آمریکا         | Kenneth Ingalls Sawyer (road commissioner)                                                                        |
| فرودگاه بین‌المللی شاه‌جلال                          | داکا                      | بنگلادش                              | Shah Jalal |
| فرودگاه سیکورسکی مموریال                           | Stratford                 | کنتیکت، ایالات متحده آمریکا          | ایگور سیکورسکی |
| فرودگاه بین‌المللی سیلویو پتیروسی                   | پاراگوئه                  | آسونسیون                             | Silvio Pettirossi                                                                                                 |
| فرودگاه بین‌المللی سیمون بولیوار (کلمبیا)           | سانتا مارتا (کلمبیا)      | کلمبیا                               | سیمون بولیوار |
| فرودگاه بین‌المللی سیمون بولیوار (ونزویلا)          | مایکتیا                   | ونزوئلا                              | سیمون بولیوار |
| فرودگاه بین‌المللی سر سیوساگور رامگولام             | پورت‌لوئیس                 | موریس                                | Seewoosagur Ramgoolam                                                                                             |
| فرودگاه بین‌المللی سر سرتزه خاما                    | گابورون                   | بوتسوانا                             | سرتسه خاما |
| فرودگاه سیتکا راکی گوتیز                           | سیتکا، آلاسکا             | آلاسکا، ایالات متحده آمریکا          | Rocky Gutierrez (former mayor)                                                                                    |
| فرودگاه بین‌المللی سوئکارنو-هتا                     | جاکارتا                   | اندونزی                              | احمد سوکارنو and محمد حتا                                                                                         |
| فرودگاه بین‌المللی استیوارت                         | نیوبورگ، نیویورک          | نیویورک، ایالات متحده آمریکا         | Lachlan Stewart, ancestor of land donor                                                                           |
| فرودگاه سلطان عبدالعزیز شاه                        | Subang                    | مالزی                                | Salahuddin Abdul Aziz, Sultan of سلانگور                                                                          |
| فرودگاه سلطان عبدالحلیم                            | الور ستار                 | مالزی                                | عبدالحلیم معظم شاه                                                                                                |
| فرودگاه سلطان ازلان شاه                            | ایپوه                     | مالزی                                | Sultan Azlan Shah of Perak                                                                                        |
| فرودگاه سلطان حاجی احمد شاه                        | کوانتان                   | مالزی                                | Sultan Ahmad Shah of Pahang                                                                                       |
| فرودگاه بین‌المللی سلطان حسن‌الدین                   | ماکاسار                   | اندونزی                              | Sultan Hasanuddin، Gowa Sultanate                                                                                 |
| فرودگاه سلطان اسکندر مودا                          | باندا آسه                 | اندونزی                              | Iskandar Muda، Aceh Sultanate                                                                                     |
| فرودگاه بین‌المللی ثنای                             | جوهور بهرو                | مالزی                                | Sultan Iskandar of Johor                                                                                          |
| فرودگاه سلطان اسماعیل پترا                         | کوتا بهارو                | مالزی                                | Ismail Petra, Sultan of کلانتان                                                                                   |
| فرودگاه سلطان محمود بدرالدین دوم                   | پالم‌بانگ                  | اندونزی                              | Sultan Mahmud Badaruddin II, former Sultan of پالم‌بانگ                                                            |
| فرودگاه سلطان محمود                                | Kuala Terengganu          | مالزی                                | Mahmud Al-Muktafi Billah , Sultan of ترنگانو                                                                      |
| فرودگاه بین‌المللی سلطان سیاریف قسیم دوم            | پکانبارو                  | اندونزی                              | Sultan Syarif Kasim II, former Sultan of Siak                                                                     |
| فرودگاه سلطان طاها                                 | جامبی                     | اندونزی                              | Sultan Thaha, Indonesian national hero from جامبی                                                                 |
| فرودگاه بین‌المللی سیراکیوز هنکاک                   | سیراکیوز، نیویورک         | نیویورک، ایالات متحده آمریکا         | Clarence E. Hancock                                                                                               |
| فرودگاه بین‌المللی تد استیونز انکوریج               | انکوریج                   | آلاسکا، ایالات متحده آمریکا          | تد استیونز |
| فرودگاه برلین تگل                                  | برلین                     | آلمان                                | اوتو لیلینتال |
| فرودگاه بین‌المللی امام خمینی                       | تهران                     | ایران                                | سید روح‌الله خمینی                                                                                                 |
| فرودگاه تنزینگ-هیلاری                              | Lukla                     | نپال                                 | تنزینگ نورگای و ادموند هیلاری                                                                                     |
| فرودگاه بین‌المللی ترا اوت، ایندیانا                | ترا اوت، ایندیانا         | ایندیانا، ایالات متحده آمریکا        | Anton "Tony" Hulman, Jr.                                                                                          |
| فرودگاه تی. اف. گرین                               | واریک، رود آیلند          | رود آیلند، ایالات متحده آمریکا       | تئودور اف. گرین                                                                                                   |
| فرودگاه بین‌المللی مادر ترزای تیرانا                | تیرانا                    | آلبانی                               | مادر ترزا |
| فرودگاه بین‌المللی پیرسون تورنتو                    | تورنتو                    | انتاریو، کانادا                      | لستر بولز پیرسون                                                                                                  |
| فرودگاه توئات-شیخ سیدی محمد بالکبیر                | Adrar                     | الجزایر                              | "Touat" "شیخ" "Sidi" Mohamed Belkebir                                                                             |
| فرودگاه بین‌المللی توسن لوورتور                     | پورتو پرنس                | هائیتی                               | Toussaint Louverture                                                                                              |
| فرودگاه بین‌المللی ترایان وویا                      | تیمیشوارا                 | رومانی                               | تراجان ووجا |
| فرودگاه بین‌المللی ترنت لات                         | پسکگولا، میسیسیپی         | ایالت میسیسیپی، ایالات متحده آمریکا  | ترنت لات |
| فرودگاه بین‌المللی تریبهوان                         | کاتماندو                  | نپال                                 | King Tribhuvan of Nepal, Bir Bikram Shah Dev                                                                      |
| فرودگاه محلی توئید نیو هیون                        | نیوهیون، کانتیکت          | کنتیکت، ایالات متحده آمریکا          | John H. Tweed |
| فرودگاه پراگ رازیون                                | پراگ                      | جمهوری چک                            | واتسلاو هاول |
| فرودگاه بین‌المللی و. س. برد                        | آنتیگوا                   | آنتیگوا و باربودا                    | ور برد |
| فرودگاه ونیز مارکو پولو                            | ونیز                      | ایتالیا                              | مارکو پولو |
| فرودگاه بین‌المللی ونوستیانو کارآنسا                | مونکلووا                  | مکزیک                                | ونوستیانو کارآنسا                                                                                                 |
| فرودگاه تراپانی-بیرجی                              | تراپانی                   | ایتالیا                              | Vincenzo Florio                                                                                                   |
| فرودگاه زالتسبورگ                                  | زالتسبورگ                 | اتریش                                | ولفگانگ آمادئوس موتسارت                                                                                           |
| فرودگاه شوپن ورشو                                  | ورشو                      | لهستان                               | فردریک شوپن |
| فرودگاه بین‌المللی دالس واشینگتن                    | Chantilly                 | ویرجینیا، ایالات متحده آمریکا        | جان فاستر دالس |
| فرودگاه ویتفوردز                                   | Weedsport                 | نیویورک، ایالات متحده آمریکا         | John Whitford |
| فرودگاه ویل راجرز                                  | اکلاهوما سیتی             | اکلاهما، ایالات متحده آمریکا         | ویل راجرز |
| فرودگاه ویلیام پی. هابی                            | هیوستون                   | تگزاس، ایالات متحده آمریکا           | William P. Hobby                                                                                                  |
| فرودگاه بین‌المللی ولیام ر. فیرچایلد                | پورت آنجلس، واشینگتن      | ایالت واشینگتن، ایالات متحده آمریکا  | William R. Fairchild (airport supervisor)                                                                         |
| فرودگاه یادبود ویلیام ت. پایپر                     | لاک هیون، پنسیلوانیا      | پنسیلوانیا، ایالات متحده آمریکا      | William T. Piper                                                                                                  |
| ویثهام فیلد فرودگاه                                | استوارت، فلوریدا          | فلوریدا، ایالات متحده آمریکا         | Homer Witham |
| فرودگاه بین‌المللی ویندهوک هوسیا کوتاکو             | ویندهوک                   | نامیبیا                              | Chief Hosea Kutako, led the struggle for Namibian independence                                                    |
| فرودگاه بین‌المللی وینیپگ جیمز آرمسترانگ ریچاردسون  | وینیپگ                    | کانادا                               | James Armstrong Richardson                                                                                        |
| فرودگاه محلی دبلیو. کی. کلوگ                       | Battle Creek              | میشیگان، ایالات متحده آمریکا         | ویل کیت کیلوگ |
| فرودگاه هالمستاد                                   | کندری، اندونزی            | اندونزی                              | Wolter Monginsidi، national hero of اندونزی                                                                       |
| فرودگاه بین‌المللی یاسر عرفات                       | رفح                       | نوار غزه                             | یاسر عرفات |
| فرودگاه ایگر                                       | چارلستون (ویرجینیای غربی) | ویرجینیای غربی، ایالات متحده آمریکا  | چاک ییگر |

## نام‌های سابق و فرودگاه‌های تعطیل‌شده
فرودگاه بین‌المللی آستور پیاتزولا، مار دل پلاتا، آرژانتینformerly Brigadier General Bartolomé de la Colina International Airport, changed in August, 2008
فرودگاه بین‌المللی بغداد، بغداد، عراقformerly Saddam International Airport, named for صدام حسین
فرودگاه بین‌المللی بوول، آدیس آبابا، اتیوپیformerly Haile Selassie I International Airport, named for هایله سلاسی
فرودگاه بین‌المللی کیپتاون، کیپ‌تاون، آفریقای جنوبیformerly D.F. Malan Airport, named for Daniel François Malan.
فرودگاه بین‌المللی کلارک، Clark Freeport Zone، فیلیپینformerly Diosdado Macapagal International Airport, named for دیوسدادو ماکاپاگال
فرودگاه بین‌المللی دوربان، دوربان، آفریقای جنوبیformerly Louis Botha Airport, named for Louis Botha, renamed in 1995, closed in 2010
فرودگاه بین‌المللی خوزه خواکین د اولمدو، گوایاکیول، اکوادورformerly Simón Bolívar International Airport, named for سیمون بولیوار
فرودگاه کای تک، هنگ کنگ، جمهوری خلق چینclosed, named after two plutocrats Kai Ho and Au Tak
فرودگاه کیمبرلی، کیمبرلی (آفریقای جنوبی)، آفریقای جنوبیformerly B. J. Vorster Airport, named for B. J. Vorster
Meigs Field، شیکاگو، ایلی‌نوی، ایالات متحده آمریکاclosed, named for Merrill C. Meigs
فرودگاه بین‌المللی اولیور تامبو، ژوهانسبورگ، آفریقای جنوبیformerly Jan Smuts International Airport, named for Jan Smuts
فرودگاه سیدنی، سیدنی، استرالیاformerly Kingsford Smith International Airport, named for Charles Kingsford Smith
فرودگاه بین‌المللی تائویوان تایوان، تایپه، تایوانformerly Chiang Kai-shek International Airport, named for چیانگ کای‌شک